# Environmentální divadlo
Environmentální divadlo je forma divadelního umění, která využívá nekonvenční prostory k prezentaci představení. Tento přístup se snaží rozbít tradiční hranice mezi diváky a herci s cílem vytvořit imerzivní zážitek. Místo omezení na klasické divadelní scény, environmentální divadlo může být provozováno v různých prostředích – venku, v parcích, v přírodních rezervacích, a dokonce i v městském prostředí. Tato forma divadla rozšiřuje pojmy jako „divadelní prostor“ a „divácká zkušenost“, zahrnující do výkonu prostředí, ve kterém se odehrává. Využívá různé formy, jako jsou site-specific performance, divadelní instalace atd.
Pojem zavedl do divadelní terminologie Richard Schechner, k označení divadelní tvorby, jejímž cílem je odstranit rozdíl mezi herci a diváky.

## Historie
Pojem „environmentální“ pochází z anglického „environment“, z francouzského „environner“ (obklopovat) a latinského „environmentum“ (obklopení, okolí). Používá se k označení všeho, co souvisí s okolím nebo prostředím a jeho vlivem na životní podmínky, přírodu, a lidské aktivity. 
Environmentální divadlo má kořeny v experimentálních a avantgardních hnutích 20. století dekonstruujících tradiční divadelní konvence. Na předválečné reformy divadelního prostoru navázali neoavantgradní umělci zejména v 60. letech 20. století. Samotný pojem „environmentální divadlo“ zavedl divadelní režisér a teoretik Richard Schechner, který se svojí skupinou Performance Group v New Yorku experimentoval v prostoru bývalé autoopravny Performing Garage s rozostřováním hranic mezi herci a diváky ve snaze dosáhnout imerzivního účinku a intenzivnější interakce mezi hledištěm a jevištěm. Schechner tyto experimenty teoreticky reflektoval v řadě odborných textů.
Polský divadelní historik Kazimierz Braun popsal uspořádání prostoru v Performing Garage následovně: „Každé místo uvnitř garáže mohou využívat buď herci, nebo může sloužit divákům a každé může být živé, nosné, funkční. Příprava a určení prostoru probíhá v období zkoušek, vzniká tedy aktivitou herců, kteří tvoří prostor.“

## Site-specific
Environmentální divadlo a site-specific divadlo jsou dva různé přístupy k využívání divadelního prostoru, ačkoliv se mohou v některých ohledech překrývat. Termín site-specific se užívá v několika variantách, jako například site-specific art, site-specific theatre / project / work / artwork / performance / installation / sculpture a další. Slovo „site“ pochází z angličtiny a označuje místo, prostor nebo polohu. „Specific“ pak označuje něco zvláštního, neobvyklého nebo určitého. S uměním site-specific je často spojován termín genius loci, který Pásková a Zelenka popisují jako „souhrn hmatatelných i nehmatatelných projevů historie i současnosti lokality, jedinečný a neopakovatelný, vytvářející svou kontinuální interakci s duchovním světem návštěvníka nebo rezidenta jako vícerozměrný dynamický vjem z dané lokality“. Doslovný překlad označuje Genius loci jako „duch místa“, avšak v moderním chápání spíše referuje k atmosféře nebo náboji daného místa. Pro vývoj site-specific projektu je klíčové nalézt specifický fyzický prostor nebo lokalitu, která by byla ideální pro realizaci daného projektu. Může to být konkrétní budova, park, ulice nebo jakékoli jiné místo, které má zvláštní atmosféru, charakter nebo historii, která by mohla ovlivnit nebo obohatit navrhovaný umělecký projekt. Zásadní je, že tento prostor výrazně ovlivňuje celkový vizuální dojem divadelního představení. Site-specific umění může být vytvářeno jak komerčními umělci, tak nezávislými tvůrci, a zahrnuje různé formy, jako jsou sochařství, graffiti, balancování na kameni a další projevy uměleckého vyjádření. Tyto instalace mohou najít své místo v městských oblastech, odlehlých přírodních lokalitách nebo dokonce pod hladinou vody.
Zatímco obě formy mohou využívat prostředí a specifická místa, klíčovým rozdílem je důraz na interakci s okolním prostředím (environmentální divadlo) versus přizpůsobení se konkrétnímu místu (site-specific divadlo). Pro porozumění pojmu site specific je důležité uvědomit si, že se jedná o projekty vytvořené specificky pro vybrané prostory a danou příležitost např. projekt Silence shapes.

## Zástupci environmentálního divadla
Experimenty Richarda Schechnera v oblasti divadelního prostoru a publika měly hluboký dopad na divadelní teorii a praxi. Jeho environmentální inscenace Dionysus in 69, Makbeth a Commune byly uvedeny v prostoru Performing Garage na Off-Off-Broadway v New Yorku. Schechner a členové Performance Group, založené v roce 1967, uzpůsobovali divadelní prostor tak, aby vyhovoval každé inscenaci a vytvářeli specifický divácký rámec. S cílem zvýšit bezprostřednost zážitku přešlo divadlo od tradičního jednoohniskového formátu k víceohniskovému uspořádání, které umožňuje současnou inscenaci více scén. Scény často zahrnovaly víceúrovňové plošiny, balkony, rampy a lešení, které obklopovaly jeviště a umožňovaly interakci herců s publikem na širším prostoru. Cílem Performance Group bylo vytvořit takové divadelní prostředí, které umožní co nejintenzivnější interakci mezi všemi účastníky představení. Byli přesvědčeni, že odstraněním překážek mezi herci a diváky dojde k obnovení plné dramatické komunikace mezi nimi. Environmentální divadlo se nevztahuje pouze na prostorové uspořádání, ale i na další aspekty jako jsou ceremoniální prvky, ekologická udržitelnost v produkci, co nejintenzivnější interakce mezi všemi účastníky představení nebo zaměření na herecký výkon.
Principy environmentálního divadla můžeme najít také v divadelní tvorbě polského režiséra Jerzyho Grotowského, která zahrnovala fyzická cvičení pro herce, „kolážování“ textů a vytváření divadelního prostoru, jehož inovativní přístup „chudého divadla“ (poor theatre) využíval minimální prostředky a zaměřoval se na intenzivní herecký výkon.
Koncept environmentálního divadla využívaly také například radikální umělecké skupiny jako Welfare State International v Anglii a Bread and Puppet Theatre ve Spojených státech. Tyto skupiny přesunuly umění do veřejného prostoru, často pracovaly v opuštěných čtvrtích a prolínaly divadelní zážitek s realitou ulic ve druhé polovině 20. století a na počátku 21. století.